# I Triti Nixta
I Triti Nixta (grekiska: Η τρίτη νύχτα) är en grekisk film från 2002 i regi av Dimitris Panayiotatos.

## Manus
- Vicky Hasandra (Βίκυ Χασάνδρα)

## Rollista (i urval)
- Dimitra Hatoupi
- Minas Hatzisavvas
- Eleana Tahiaou
- Christina Theodoropoulou
- Katerina Tsavalou